# Naissance en 1199
Naissance
- 1195
- 1196
- 1197
- 1198
- 1199
- 1200
- 1201
- 1202
- 1203

Cette page dresse une liste de personnalités nées au cours de l'année 1199 :
- Guillaume de Tudèle, poète de Navarre.
- Ibn al-Abbar, ou Abū 'Abdullah Muhammad ibn 'Abdullah ibn Abū Bakr al-Qudā'ī, écrivain arabe, également administrateur et diplomate.
- Raymond-Roupen d'Antioche, prince d'Antioche.
- Gilles de Trazegnies dit le Brun, conseiller et connétable du roi Saint Louis.
- Zhao Mengjian, peintre chinois.

date incertaine (vers 1199)
- Guigues IV de Forez, comte de Forez et de Nevers.

## Crédit d'auteurs
- Cet article est partiellement ou en totalité issu de l'article intitulé « 1199 » (voir la liste des auteurs).